# Хичкок, Джордж (художник)
Джордж Хичкок (англ. George Hitchcock; 29 сентября 1850, Провиденс — 2 августа 1913, Маркен) — американский художник.

## Биография

### Молодые годы
Родился в Провиденсе (штат Род-Айленд, США). Закончил Брауновский университет и в 1874 году юридический факультет Гарвардского университета. Впоследствии работал в юридической фирме в Чикаго, но чувствовал другое призвание. В 1879 году он окончательно решил стать художником. Искусство влекло Хичкока. В 29 лет он уехал в Лондон, затем в Париж, где стал брать уроки живописи в Академии Жюлиана у Гюстава Буланже и Ж. Ж. Лефевра. Затем он учился в Академии художеств Дюссельдорфа, и в 1880 году у Виллема Хендрика Месдаха в Гааге.

### Творческий путь
После 10 лет обучения он поселился в Нидерландах и зарекомендовал себя в качестве художника-импрессиониста. Лейтмотивом его творчества были пейзажи, многоцветье голландских цветов, купающихся в солнечном цвете, портреты голландских девушек, а также картины на религиозные темы, символически разработанные, в том числе и с нимбами святости, но в современной обстановке («Божья Матерь», 1892, Музей искусств Кливленда). В 1883 году художник поселился с женой в Эгмонд-ан-ден Хоф. Хичкок дебютировал в Парижском салоне 1884 года с картиной «Растущие тюльпаны», написанную в голландском саду, за которую он получил золотую медаль. Многие работы художника считались значительной творческой удачей. Они с успехом экспонировались на выставках Парижского салона, за что Хичкок даже удостоился звания Кавалера французского ордена Почётного легиона. Также Хичкок был награждён императорским австрийским орденом Франца-Иосифа. Выставки Хичкока с успехом проходили во многих европейских городах.
В течение долгого времени у Хичкока была собственная студия, недалеко от Эгмонд-ан-Зее. Там он организовал свою «Летнюю творческую школу», которая позднее привела к образованию группы художников, известной как Эгмондская школа (1890—1905). Хичкок приглашал студентов и гостей в своё большое поместье «Дом Шойленбурга» в Эгмонд-ан-ден Хоф. Среди них были такие художники, как Флоранс Кейт Аптон, Тамин Грёневельд, Фокко Тадама, Хайнрих Хаймс, Джеймс Шеннон, Паулюс Адриан Гильдемейстер, Алиса Блэр Ринг, Ханс Херман, Уолтер Мак-Ивен, Летта Крапо Смит и Карл Дж. Андерсон. Школа просуществовала до 1905 года, когда Хичкок вернулся жить в Париж со своей второй женой Сесиль Джей.
В последние годы жизни он часто ездил в Америку, чтобы продавать свои работы.
Сохранилось предание, что в сентябре 1884 года, в целях покупки картины Хичкока Эгмонд-ан-Зее посетила сама австрийская императрица Сисси. Художник в это время был в местной таверне, где выпивал с рыбаками, только что вернувшимися с моря. Встреча с императрицей прошла на дружеской ноте, и покупка картины состоялась. Этот факт был широко освещён в прессе. Но несмотря на высочайшее посещение и большую статью в New York Times, после 1900 года школа живописи Эгмонда была забыта.

## Память о художнике
Хичкок был членом многих художественных институций, таких как Венская академия художеств, Мюнхенский Сецессион, Национальной академии дизайна в Нью-Йорке. Он умер на своей лодке в гавани Маркена в 1913 году, в возрасте 62 лет, после чего его имя на долгое время кануло в Лету. И только благодаря просветительской работе искусствоведа Питера ван ден Берга, который в 2009 году выпустил книгу о жизни Джорджа Хичкока и истории школы Эгмонда под названием «Движение света», интерес к работе Хичкока в Нидерландах значительно возрос. Была также выпущена история школы Эгмонда на компакт-диске.
В 2010 году выставка работ Хичкока состоялась в Музее Краненбург, а затем в концертном зале Singer Museum под названием «Голландской утопия». В 2012 году в центре Эгмонд-ан-ден-Хофа был установлен скульптурный бюст Джорджа Хичкока.
Его работы представлены во многих музеях мира, таких, как Дрезденская картинная галерея, императорская коллекция в Вене, музея Орсе в Париже, Бруклинский музей в Нью-Йорке, Художественный институт Чикаго, Детройтский Институт искусств. Его картина «Сад тюльпанов» (1889) была продана в 2010 году за более чем 1,7 млн долларов на торгах аукциона Сотбис.

## Галерея

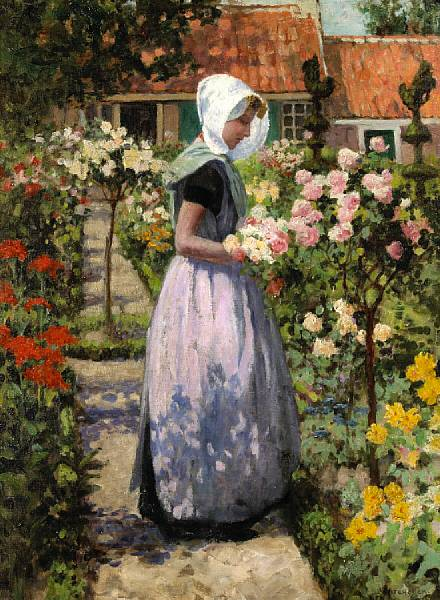
Голландка в саду, ок.1890
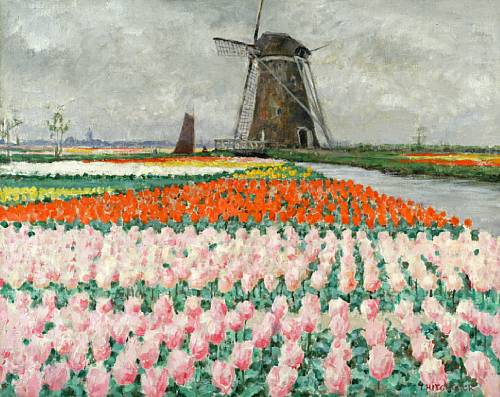
Поля луковиц с ветряной мельницей, ок.1890
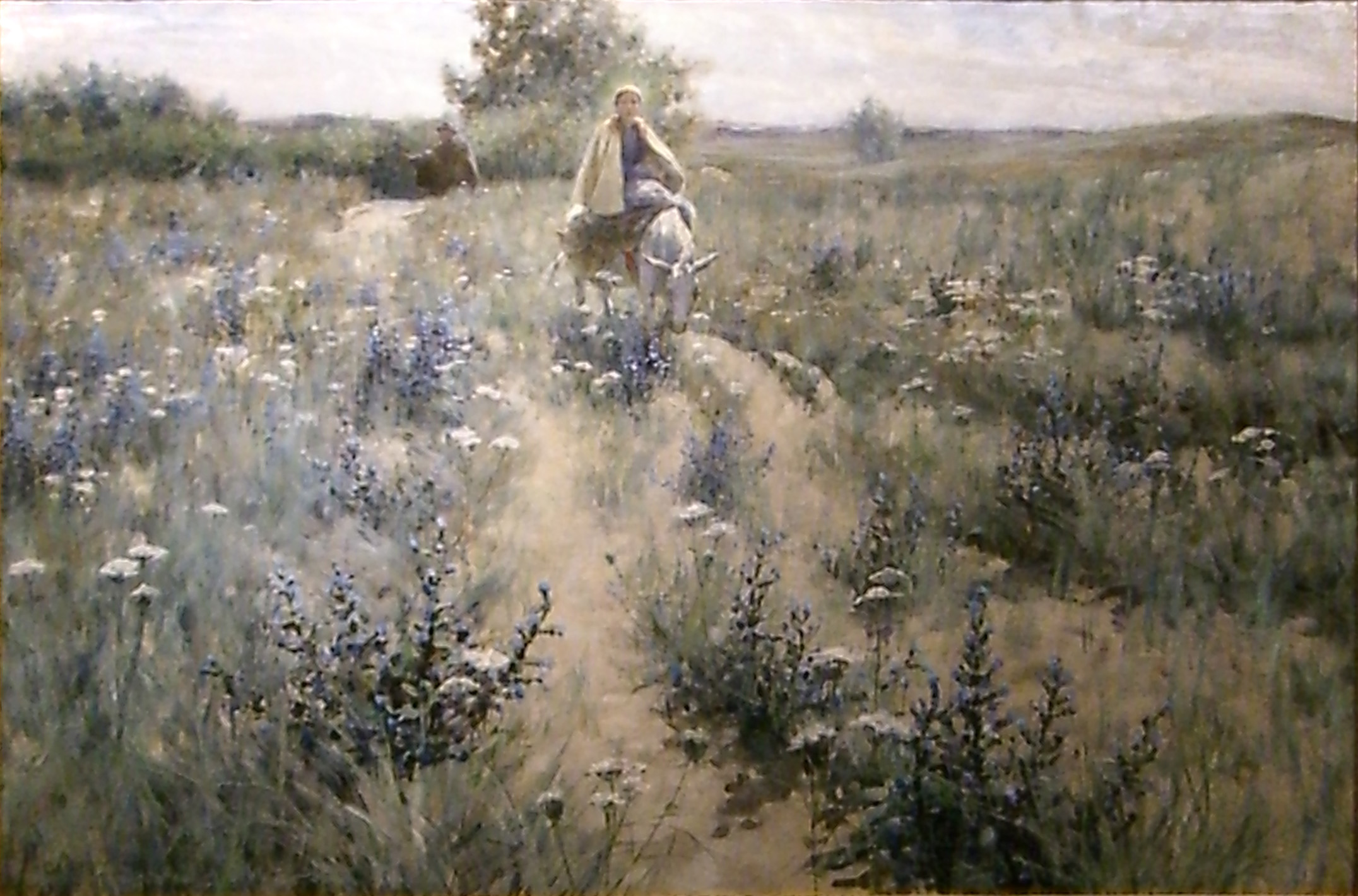
Путешествие в Египет, 1892,  Смитсоновский Музей, Вашингтон
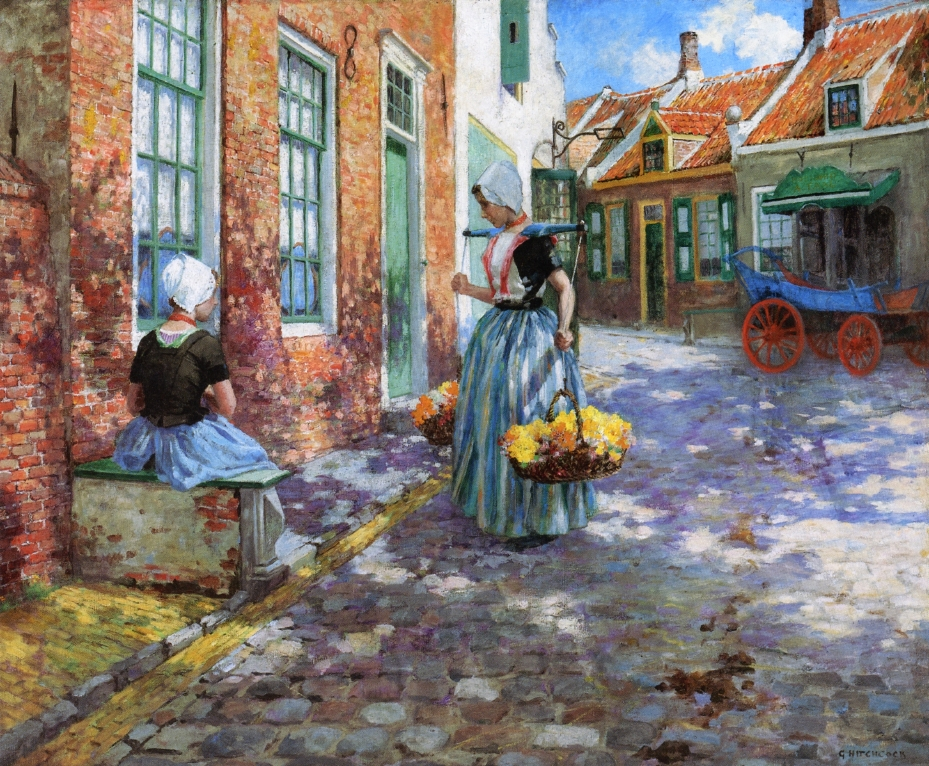
Девушка с цветами
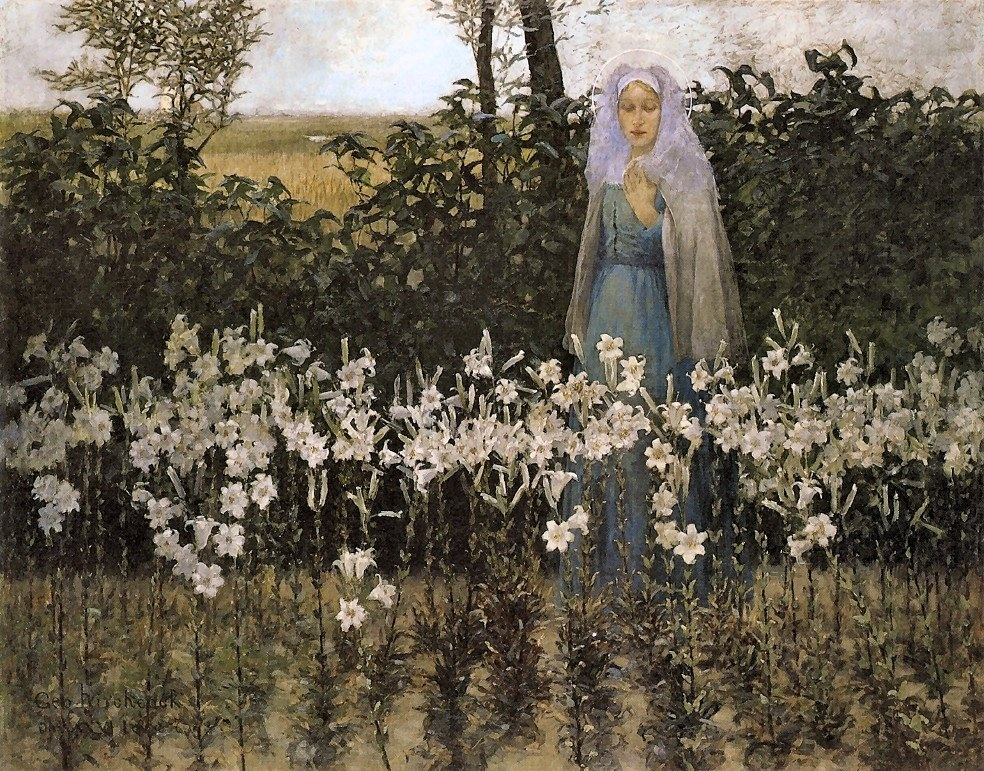
Благовещение, 1887
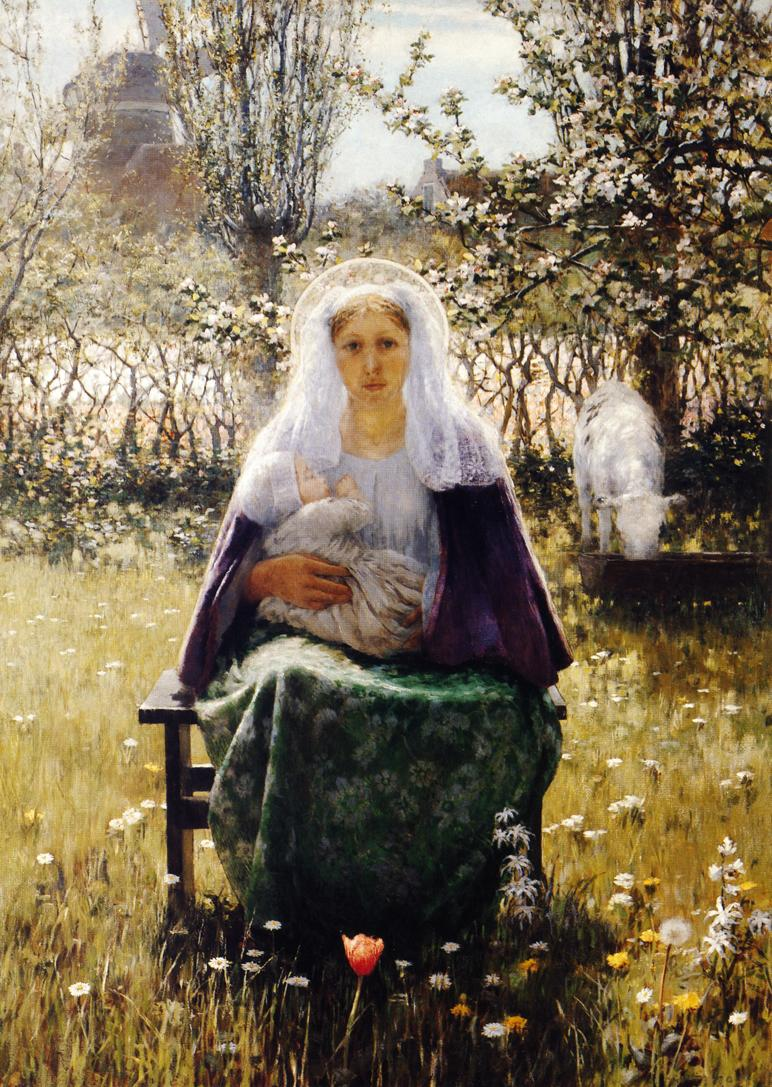
Божья Матерь, 1892, Музей искусств Кливленда.
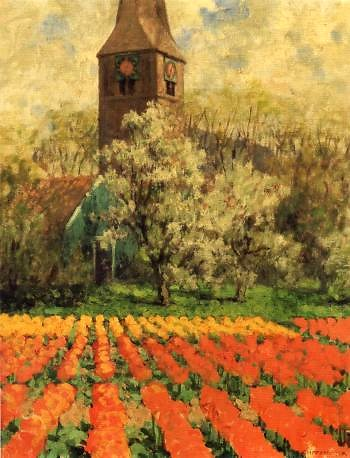
Поле тюльпанов, сад и колокольня
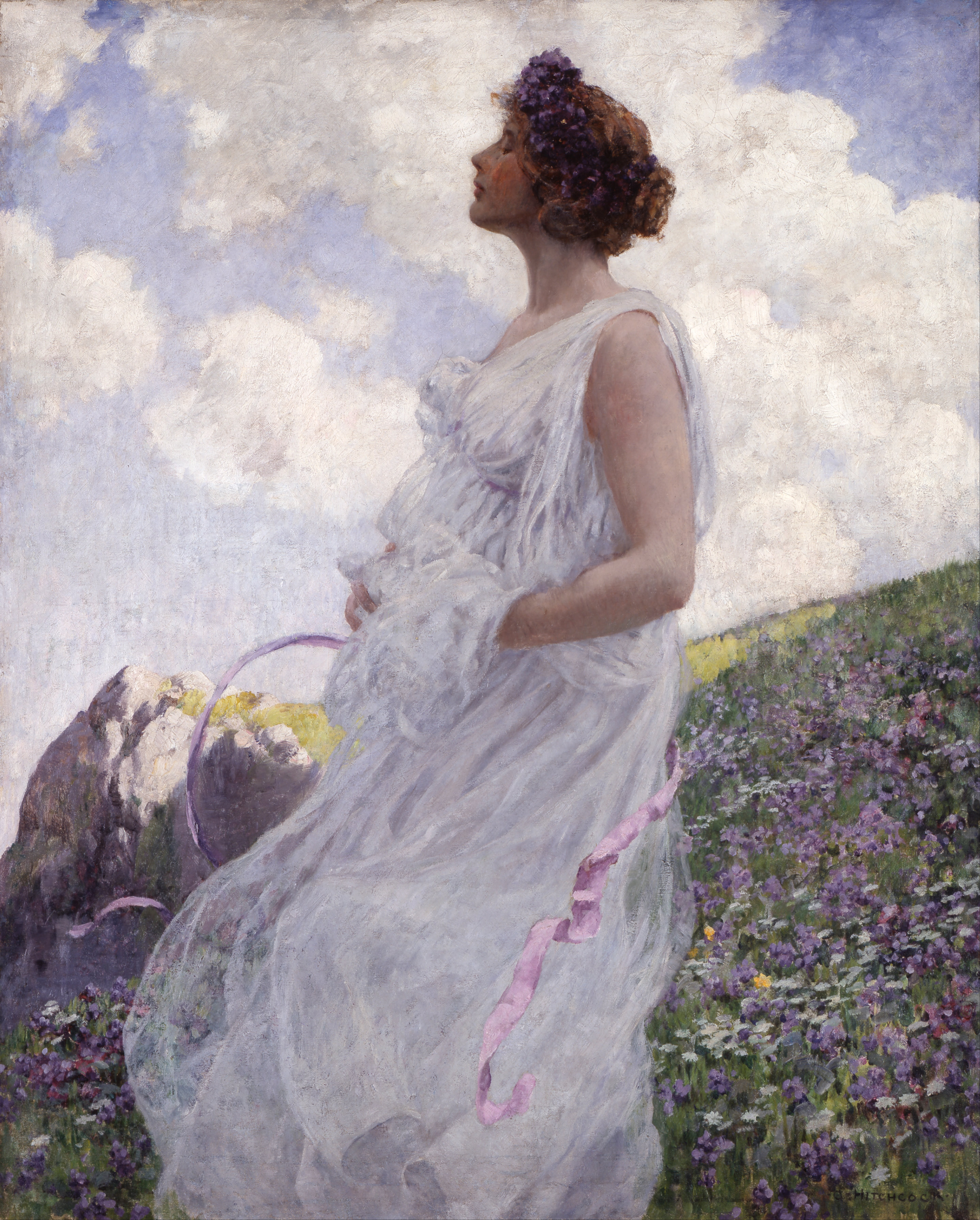
Калипсо
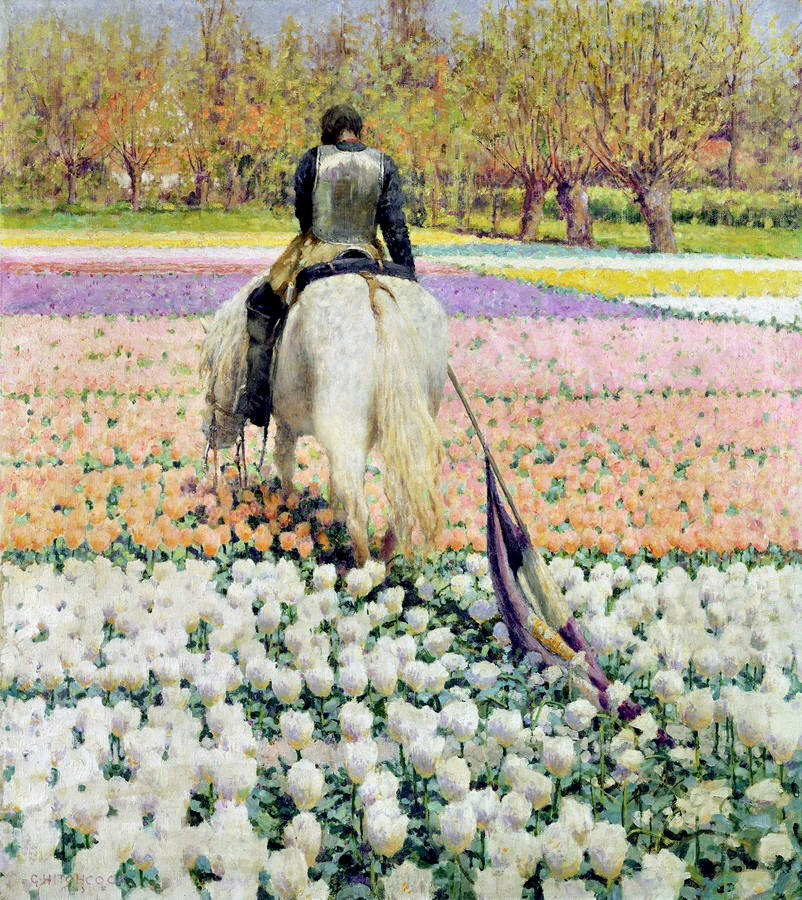
Преодоление
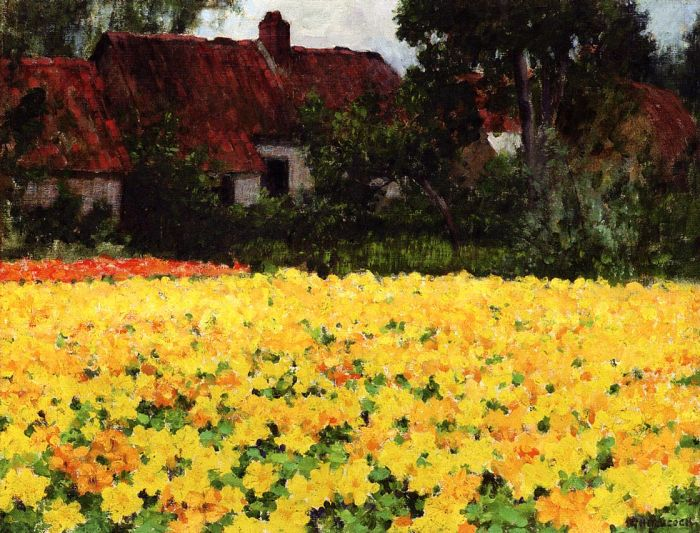
Поле жёлтых цветов
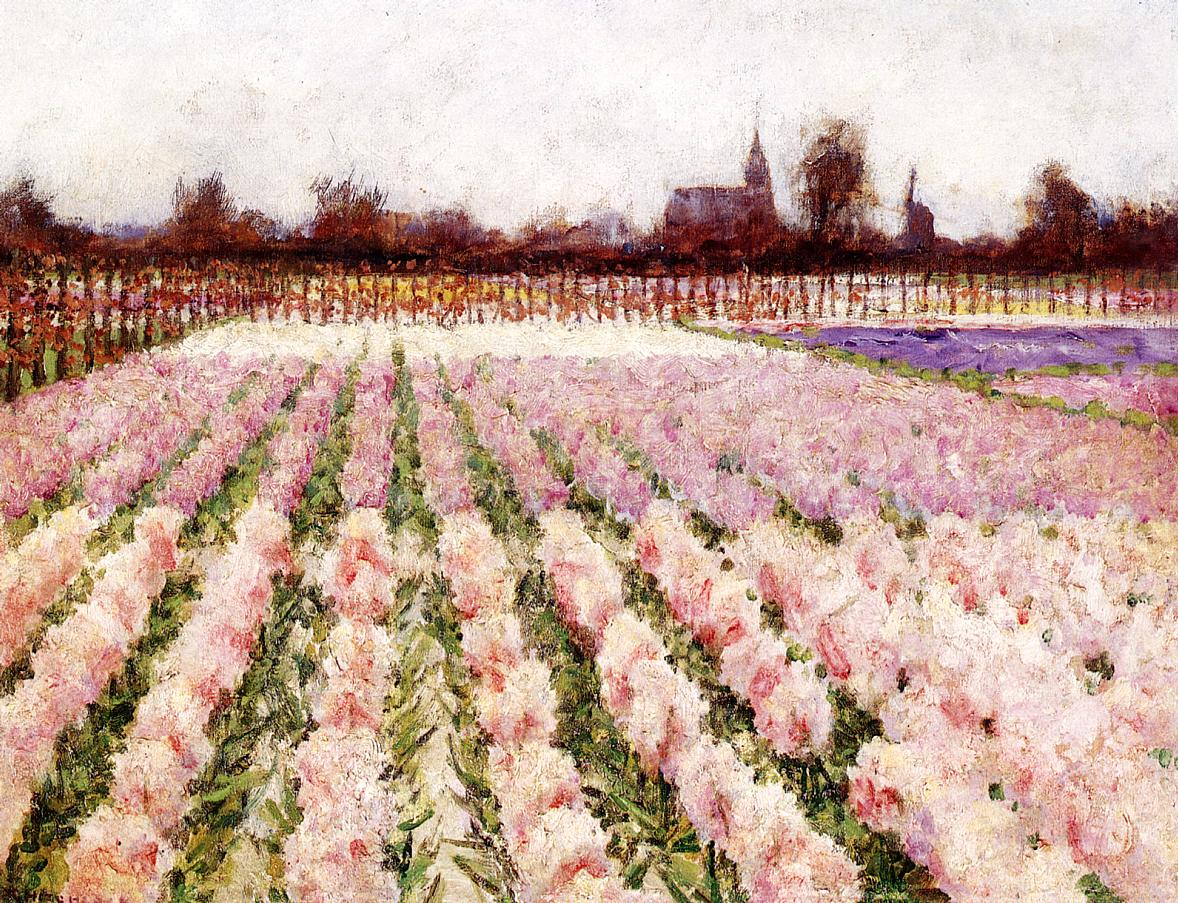
Цветущее поле
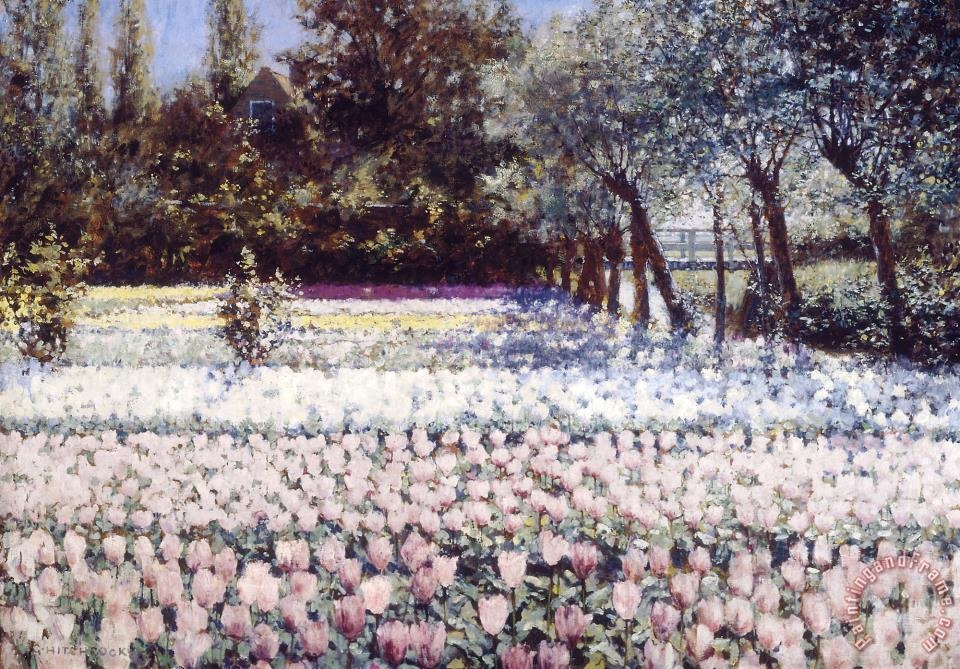
В начале весны
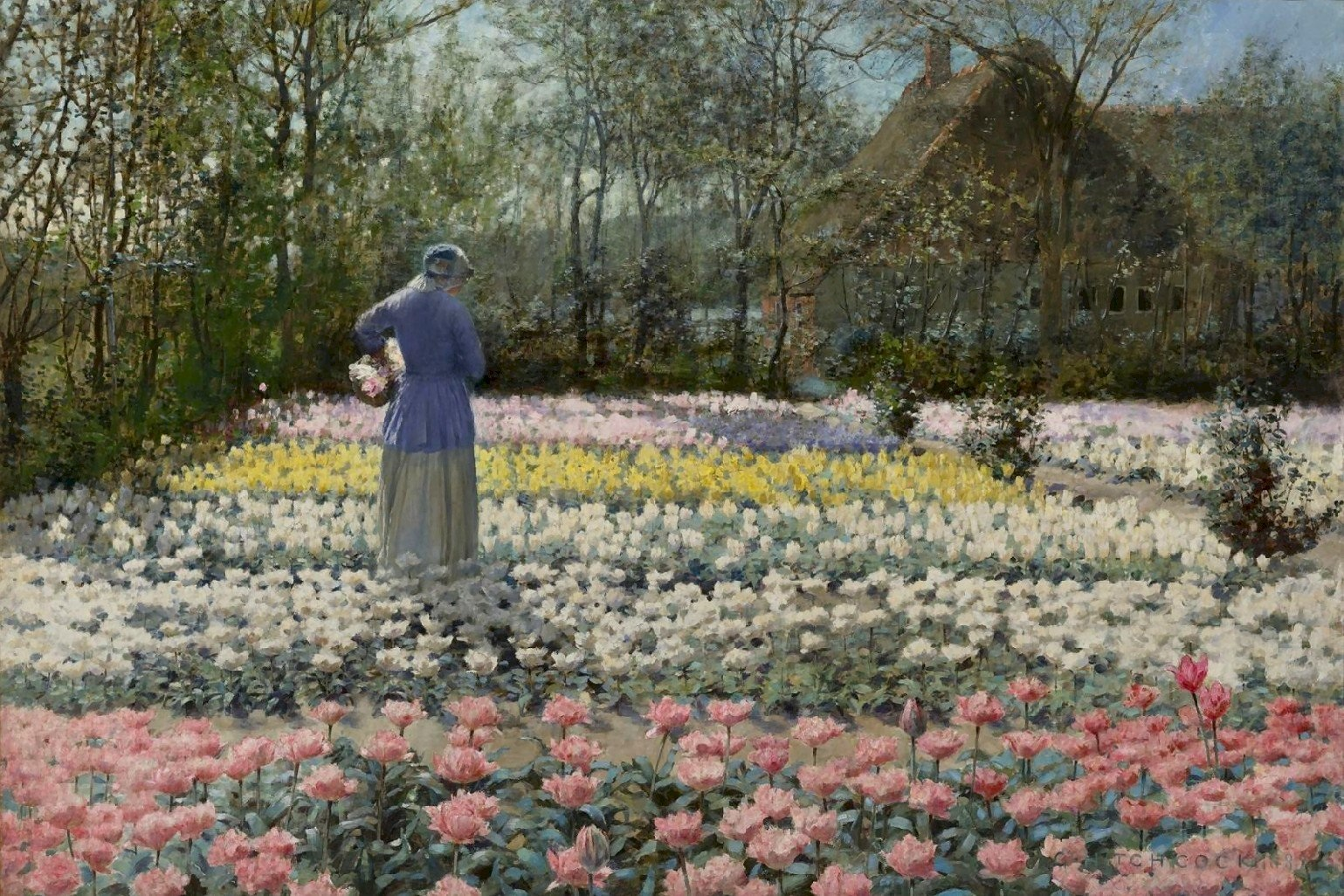
Сад тюльпанов
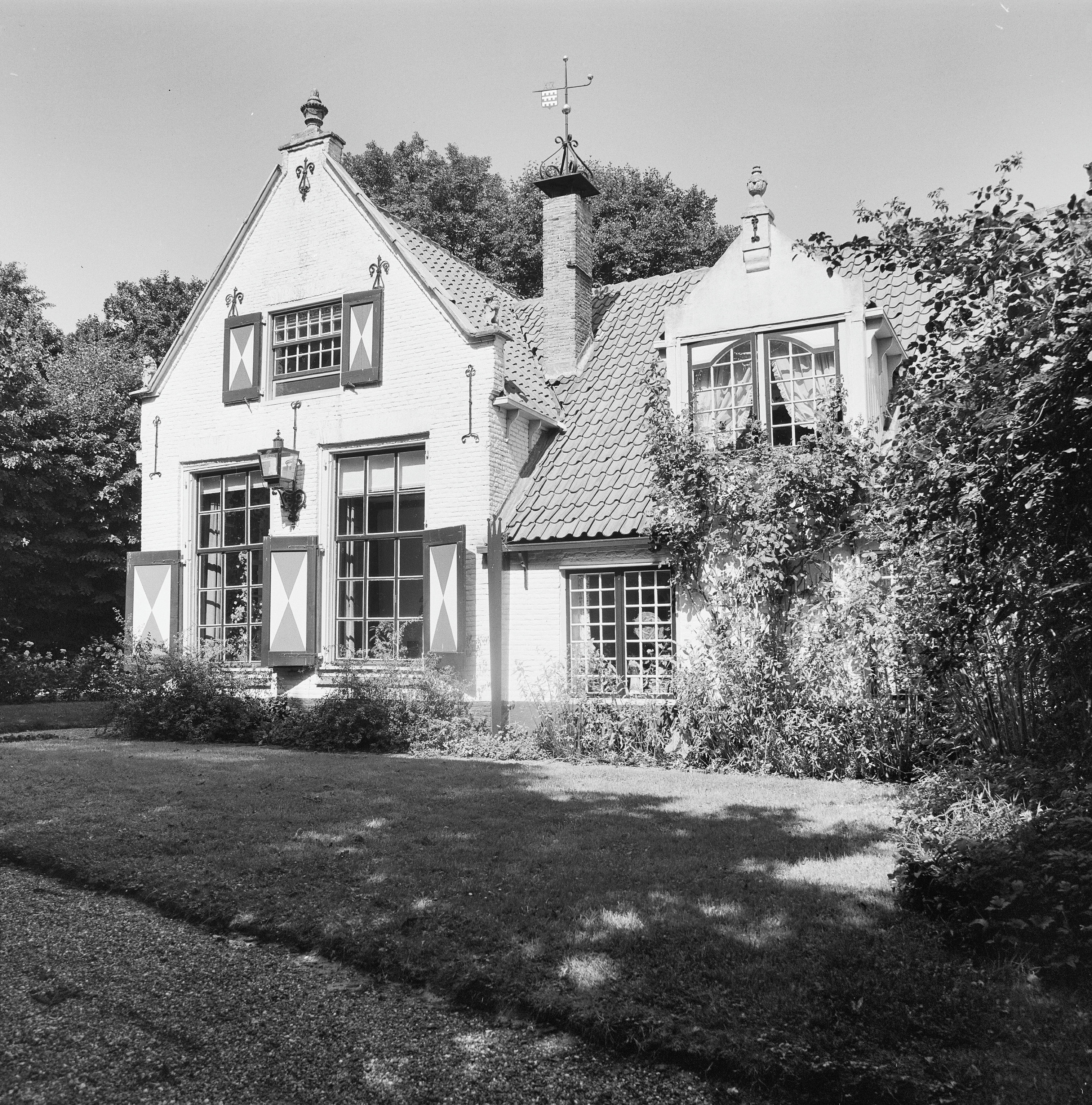
Дом Шойленбург